# Xiangxi

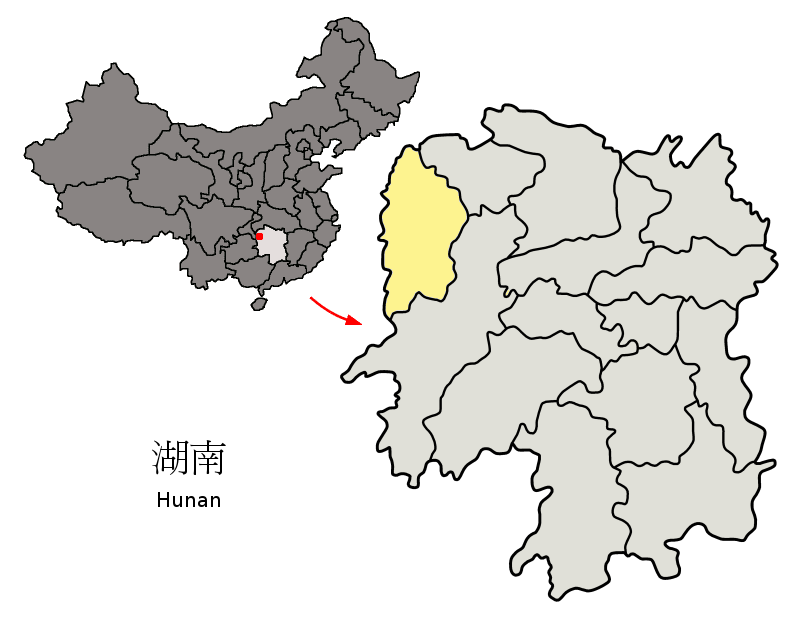
Lage des autonomen Bezirks Xiangxi der Tujia und Miao (gelb) in der Provinz Hunan

Der autonome Bezirk Xiangxi der Volksgruppen der Tujia und Miao (chinesisch 湘西土家族苗族自治州, Pinyin Xiāngxī Tǔjiāzú Miáozú Zìzhìzhōu) ist ein autonomer Bezirk im Nordwesten der zentralchinesischen Provinz Hunan. Seine Hauptstadt ist Jishou. Die Fläche beträgt 15.462 Quadratkilometer und die Einwohnerzahl 2.488.105 (Stand: Zensus 2020).

## Administrative Gliederung
Xiangxi setzt sich aus einer kreisfreien Stadt und sieben Kreisen zusammen. Diese sind:
- Stadt Jishou – (吉首市,  Jíshǒu Shì);
- Kreis Luxi – (泸溪县,  Lúxī Xiàn);
- Kreis Fenghuang - (凤凰县,  Fènghuáng Xiàn);
- Kreis Huayuan – (花垣县,  Huāyuán Xiàn);
- Kreis Baojing – (保靖县,  Bǎojìng Xiàn);
- Kreis Guzhang – (古丈县,  Gǔzhàng Xiàn);
- Kreis Yongshun – (永顺县,  Yǒngshùn Xiàn);
- Kreis Longshan – (龙山县,  Lóngshān Xiàn).